# Brungumpad hängpapegoja
Brungumpad hängpapegoja (Loriculus stigmatus) är en fågel i familjen östpapegojor inom ordningen papegojfåglar.

## Utseende och läte
Brungumpad hängpapegoja är en liten och gnistrande grön papegoja. Den har vidare rött på strupe, stjärt, övergump och i en fläck på skuldran, gulaktig anstrykning på manteln och svartaktig näbb. Hanen har ljusa ögon och röd panna, vilket honan saknar. Hos ungfåglar är strupe och skuldror gulaktiga. Den skiljer sig från mindre hängpapegoja genom att denna är just mindre, men också på brungumpade hängpapegojans mörka näbb, gula ryggfläck och hos hanen röda panna. Bland lätena hörs ljusa "seet" eller "sit", avgivna enstaka eller i en serie.

## Utbredning och systematik
Fågeln förekommer på Sulawesi och närliggande öar. Den behandlas antingen som monotypisk eller delas in i tre underarter med följande utbredning:
- Loriculus stigmatus stigmatus – Sulawesi
- Loriculus stigmatus croconotus – Buton och Muna (utanför östra Sulawesi)
- Loriculus stigmatus quadricolor – Togianöarna (utanför nordcentrala Sulawesi)

## Levnadssätt
Brungumpad hängpapegoja hittas i skogsområden i låglänta skogar och kullar. Där ses den enstaka eller i par i trädens övre skikt.

## Status och hot
Arten har ett stort utbredningsområde, men tros minska i antal, dock inte tillräckligt kraftigt för att den ska betraktas som hotad. Internationella naturvårdsunionen IUCN listar arten som livskraftig (LC).